# Coreopsis atkinsiana
Coreopsis atkinsiana là một loài thực vật có hoa trong họ Cúc. Loài này được Douglas ex Lindl. mô tả khoa học đầu tiên năm 1830.